# 曹圭逸
曹圭逸（：／ Jo Gyu-il，1964年9月25日—），大韓民國政治人物，民选第7、8届庆尚南道晋州市市长。他在2017年時是庆尚南道副知事，並且於當年會見吉林省副省长金育辉。